# سمعان هلسة
سمعان هلسة، لاعب كرة قدم أردني في صفوف النادي الفيصلي الأردني، في مركز الهجوم ويحمل رقم 9 .